# Daniel Snyder

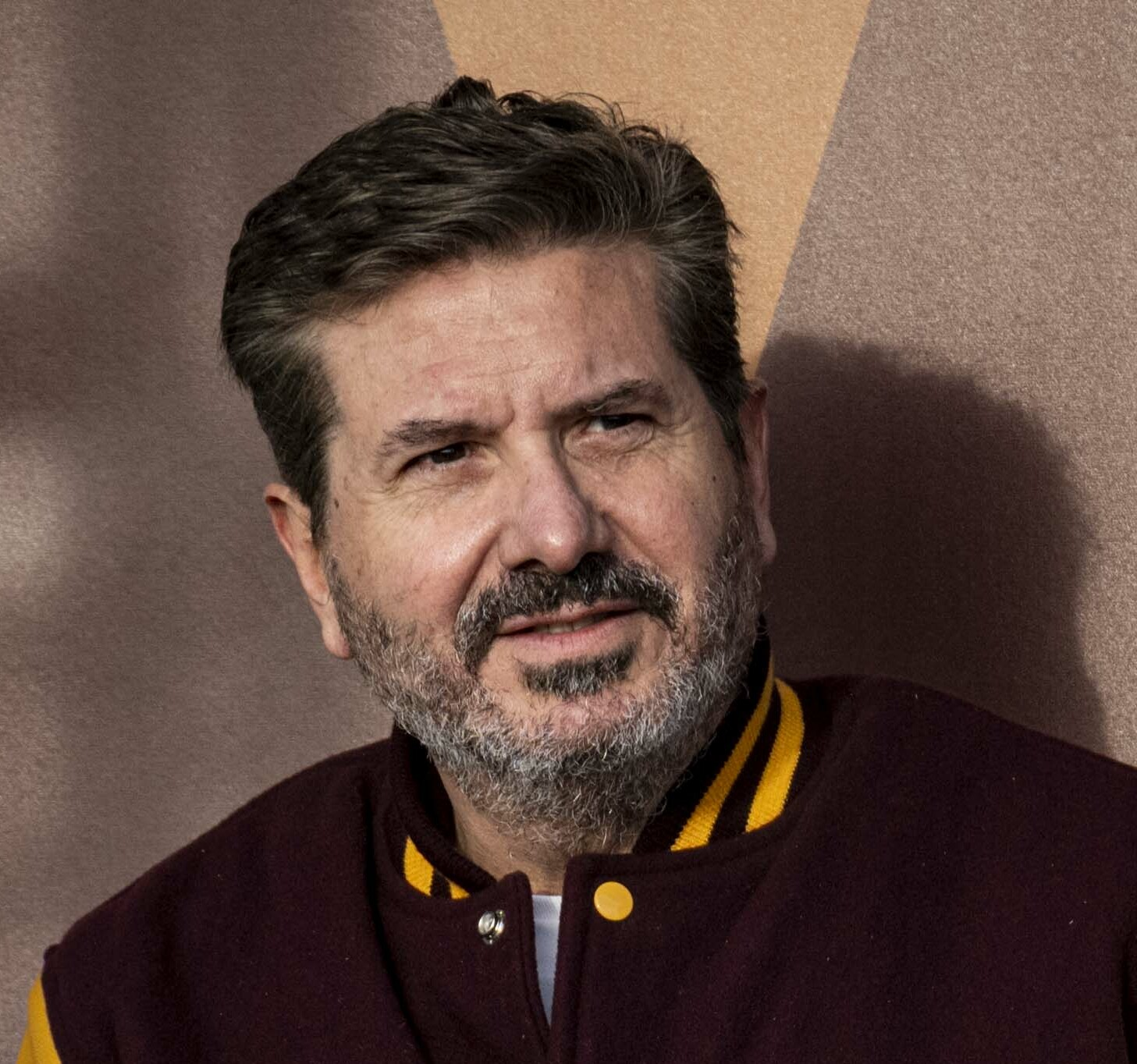
Daniel Snyder, 2022

Daniel Marc Snyder (* 23. November 1965 in Silver Spring, Maryland) ist ein US-amerikanischer Unternehmer und Filmproduzent sowie ehemaliger Besitzer des NFL-Teams Washington Commanders.

## Leben
Snyder ging auf die Hillandale Elementary School in Silver Spring, Maryland. Später besuchte er die Charles W. Woodward High School in Rockville, Maryland, die er erfolgreich abschloss. Anschließend studierte er an der University of Maryland, College Park, die er im Alter von 20 Jahren verließ.
Im Jahr 1988 gründete er mit seiner Schwester die Firma Snyder Communications LP.
Als Executive Producer war er an den Filmen Operation Walküre – Das Stauffenberg-Attentat (2008) und 23 Blast (2014) beteiligt.
Sein Vermögen wird von Forbes auf 2,1 Mrd. US-Dollar geschätzt, womit er 2016 Platz 854 auf der Forbes-Liste der reichsten Menschen der Welt belegte.
Am 20. Juli 2023 wurde der Verkauf seines NFL-Teams Washington Commanders an ein Konsortium um den Investor Josh Harris für 6,05 Milliarden Dollar abgeschlossen.

## Privatleben
Snyder ist seit 1994 mit Tanya Ivey verheiratet. Zusammen haben sie drei Kinder.